# Leandro Ferreira
Leandro Ferreira es un municipio brasileño del estado de Minas Gerais.

## Geografía
Su población estimada en 2004 era de 3.380 habitantes.

## Turismo
Todos los años se produce entre Bom Despacho y Leandro Ferreira el peregrinaje a la cumbre del Padre Libério, religioso de la región.